# The Struggle Continues
The Struggle Continues är ett album av den svenska hiphopgruppen Looptroop från 2002. Det belönades med P3 Guld i kategorin "årets hiphop/soul" och nådde 19:e plats på den svenska albumlistan.
En instrumentalversion, The Struggle Continues Instrumentals, släpptes på LP ett tag efter att albumet släpptes.

## Låtlista
1. "David vs Golitah Hustlas"
2. "Don't Hate the Player"
3. "The Struggle Continues"
4. "Looptroopland"
5. "Looking for Love"
6. "Revolutionary Step"
7. "Musical Stampede"
8. "Still Looking"
9. "Who Want It"
10. "Fly Away"
11. "Up to the Sky"
12. "Bandit Queen"
13. "Get Ready"
14. "Fruits of Babylon"
15. "Last Song"

### Listplaceringar
| Lista (2002) | Topplacering |
| ------------ | ------------ |
| Sverige      | 19 .         |

### Fotnoter
1. ↑  Listplacering Arkiverad 4 augusti 2016 hämtat från the Wayback Machine.